# Idner Faustino Lima Martins
Idner Faustino Lima Martins (grający jako Idi) (ur. 19 grudnia 1978 w Santa Maria Rio Grande Sul) – brazylijski siatkarz, grający na pozycji przyjmującego. W sezonie 2010/2011 występował w Pluslidze w drużynie ZAKSA Kędzierzyn-Koźle. 

## Przebieg kariery
| 1996–1997              | Barão/Ceval/Blumenau          |
| 1997–1998              | Olimpikus/Rio de Janeiro      |
| 1998–1999              | Club Neptuno                  |
| 1999–2000              | Unisul/Florianópolis          |
| 2000–2001              | Shopping ABC/Santo André      |
| 2000–2001              | Uneb/Brasília                 |
| 2001–2004              | Esmoriz GC                    |
| 2004–2005              | Hypo Tirol Innsbruck          |
| 2005–2006              | Codyeco Santa Croce           |
| 2006 (do 12.2006)      | Büyükşehir Belediyesi Stambuł |
| 2007 (od 01.2007)      | Iraklis Saloniki              |
| 2007 (do 13.11.2007)   | Prisma Taranto                |
| 2008–2010 (od 01.2008) | VfB Friedrichshafen           |
| 2010–2011              | ZAKSA Kędzierzyn-Koźle        |
| 2011–2013              | VfB Friedrichshafen           |
| 2013                   | HotVolleys Wiedeń             |
| 2013–2014              | Tiumeń                        |
| 2014–2015              | Palandöken Belediyesi         |
| 2016–2017              | Jakarta Elektrik PLN          |
| 2017–2019              | TV Rottenburg                 |
| Trener                 |                               |
| Lata                   | Klub/Reprezentacja            |
| 2017–2019              | TV Rottenburg II              |
| 2020–2021              | Örkelljunga Volley            |
| 2021–2022              | Police SC                     |
| 2022–                  | Lindemans Aalst               |

## Jako zawodnik

### Sukcesy klubowe
Liga brazylijska:
- 2000

Liga portugalska:
- 2002, 2003, 2004

Puchar Austrii:
- 2005

Liga austriacka:
- 2005

Liga grecka:
- 2007

Puchar Niemiec:
- 2008, 2012

Liga niemiecka:
- 2008, 2009, 2010
- 2013
- 2012

Puchar CEV:
- 2011

Liga polska:
- 2011

## Jako trener

### Sukcesy klubowe
Superpuchar Kataru:
- 2021

Klubowe Mistrzostwa Krajów Zatoki Perskiej:
- 2022

Puchar Emira:
- 2022